# Rita Streich
Rita Streich (Barnaul, Rússia, 18 de dezembro de 1920 — Viena, 20 de março de 1987) foi das mais destacadas sopranos de coloratura do pós-guerra.
Mudou-se para a Alemanha com os pais, durante a sua infância, onde cresceu bilíngue, o que ajudou a sua carreira. Entre seus professores estavam Domgraf-Willi Fassbaender, Erna Berger, e Maria Ivogün.
Sua estréia de ópera teve lugar durante a Segunda Guerra Mundial no Teatro Estadual de Ústí nad Labem na Boêmia, no papel de Zerbinetta na ópera Ariadne auf Naxos, de Richard Strauss. Três anos depois conquistou seu primeiro contrato com a Staatsoper Unter den Linden (Ópera estatal), de Berlim, onde permaneceu até 1952. Mudou-se para Bayreuth, em 1953, em Viena e Salzburgo, em 1954. Seguiu-se apresentações no La Scala, de Milão, Covent Garden e em 1958 no Teatro Colón de (Buenos Aires), dirigido por Sir Thomas Beecham (1879—1961)  na Rainha da Noite da Flauta Mágica, de Mozart.
Desde 1974 lecionou na Escola Folkwang, em Essen e da Academia de Música de Viena. Também lecinou "master classes" no Festival de Salzburgo desde 1983.
Seu repertório inclui árias de Idomeneo, Così fan tutte, El rapto en el serrallo, a flauta mágica, As bodas de Fígaro, Don Giovanni, entre outros. Como cresceu bilíngue, cantou obras de Rimsky-Korsakov em  idioma original russo.

## Discografia
- Rita Streich - The Viennese Nightingale (Deutsche Grammophon)
- Volkslieder und Wiegenlieder (Deutsche Grammophon)
- Bastien und Bastienne (Deutsche Grammophon)
- Schubert Lieder (Deutsche Grammophon 1960)
- Opera Recital (Deutsche Grammophon 1966)
- Rita Streich singt unvergängliche Melodien (Deutsche Grammophon)
- Die Fledermaus (EMI und Audite)
- Boccaccio (Membran)
- Die Zauberflöte (Deutsche Grammophon)
- Hänsel und Gretel (Deutsche Grammophon)
- Die Entführung aus dem Serail (Deutsche Grammophon)
- Der Rosenkavalier (Deutsche Grammophon)
- La Bohème - in deutscher Sprache (Deutsche Grammophon)
- Ariadne auf Naxos (EMI)
- Erfolge aus dem Gitta-Alpar-Repertoire (Polydor)